# لويس هارمز
لويس هارمز (بالألمانية: Ludwig Harms)‏ هو عالم عقيدة ألماني، ولد في 5 مايو 1808 في فالزروده في ألمانيا، وتوفي في 14 نوفمبر 1865 في Hermannsburg ‏ في ألمانيا.